# Kilómetro por hora

Límite de 50 km/h en México.

Límites de velocidad en las señales de tráfico de todo el mundo:
Kilómetros por hora (km/h)
Millas por hora (mph)
Ambos
Ninguno

El kilómetro sobre hora es una unidad de medida de velocidad, tanto escalar como vectorial. Un objeto viaja a una velocidad media de 1 km/h si se desplaza 1 kilómetro en una hora.
El símbolo utilizado para esta unidad es km/h, aunque también se utiliza en algunos países de habla inglesa la notación kph (kilometers per hour).
Esta unidad de medida no pertenece al Sistema Internacional de Unidades (SI). La unidad derivada del SI para la velocidad es el metro por segundo (m/s). Sin embargo, es la unidad más utilizada a nivel mundial para indicar velocidades en el transporte terrestre, ya sea transporte por carretera o transporte por ferrocarril. El kWh y el km/h son las unidades más ampliamente utilizadas que se basan en la hora. La hora es la única unidad que no pertenece al SI que es aceptada para utilizarse con unidades del SI por la Oficina Internacional de Pesos y Medidas.

## Equivalencias con otras unidades
- 3,6 km/h = 1 m/s
- 60 km/h = 1 km/min
- 3600 km/h = 1 km/s
- 1 km/h = 0,27778 m/s
- 1 km/h = 0,62137 mph = 0,91134 ft/s
- 1 nudo = 1,852 km/h
- 1 milla por hora = 1,609344  km/h

## Ejemplos

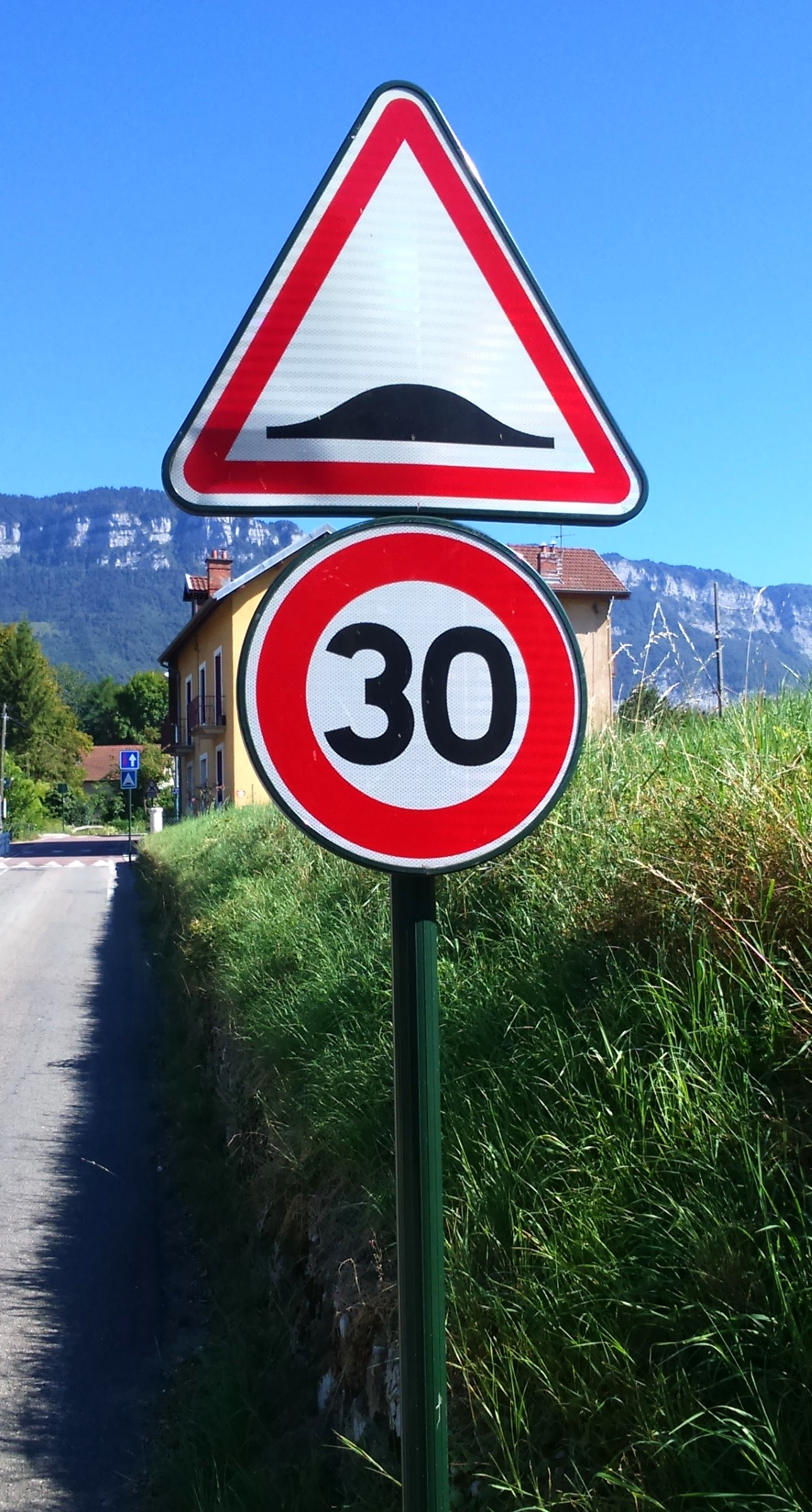
30 km/h en una zona urbana de Francia.

| 3-5 km/h           | Velocidad al caminar de un humano promedio. |
| 8 km/h             | Velocidad al trotar de un humano promedio. |
| 15 km/h            | Velocidad al correr de un humano promedio. |
| 20 km/h            | Velocidad comercial de tren de fret en Francia |
| 28 km/h            | Velocidad de una bicicleta. |
| 30 km/h            | Velocidad de motoneta. Zona 30 en zonas residenciales en Europa.                                                                                              |
| 40 km/h            | Velocidad que alcanza un atleta de élite en los 100 metros lisos.                                                                                             |
| 50 km/h            | Velocidad límite en la ciudad avenidas y carreteras en varios países europeos                                                                                 |
| 60 km/h            | Velocidad límite de tránsito en zonas residenciales. |
| 70 km/h            | Velocidad de zonas peligrosas en varios países europeos |
| 80-90 km/h         | Velocidad límite en algunas avenidas y carreteras. |
| 100 km/h           | Velocidad límite de buses interurbanos en algunas rutas, principalmente autopistas.                                                                           |
| 110-120 km/h       | Velocidad límite en algunas rutas, principalmente autopistas.                                                                                                 |
| 200-250 km/h       | Límite entre trenes de velocidad convencional y trenes de alta velocidad según la Unión Internacional de Ferrocarriles y la Directiva (UE) 96/48/EC, Annex 1. |
| 293 km/h           | Velocidad (Récord de velocidad ) Tren pendolino |
| 300-380 km/h       | Velocidad commerciales que alcanzan los trenes de alta velocidad y Maglev: 300, 320 y 350                                                                     |
| 387 km/h           | Velocidad (Récord de velocidad) Hyperloop one |
| 574.8 km/h         | Velocidad (Récord de velocidad) de trenes de alta velocidad en Francia                                                                                        |
| 430-603 km/h       | Velocidad (Récord de velocidad) alcanzan los maglevs (501 en China, 603 en Japón)                                                                             |
| 800-1000 km/h      | Velocidad que alcanzan los aviones de pasajeros. |
| 1235 km/h          | Velocidad del sonido en el aire a 20 °C, con 50% de humedad y a nivel del mar.                                                                                |
| 2000 km/h          | Velocidad que alcanzan algunos aviones de combate. |
| 23 039 km/h        | Velocidad del sonido en el aluminio. |
| 30 000 km/h        | Velocidad promedio de una nave espacial viajando en el espacio.                                                                                               |
| 40 320 km/h        | Velocidad de escape de la Tierra. |
| 70 000 km/h        | Velocidad que pudiese alcanzar un asteroide que impactase con la Tierra.                                                                                      |
| 107 208 km/h       | Velocidad de la Tierra en tránsito alrededor del Sol. |
| 255 600 km/h       | Velocidad máxima detectada que alcanzan los cometas. |
| 468.000 km/h       | Velocidad de traslación de la Vía Láctea. |
| 792 000 km/h       | Velocidad de traslación del Sol en la Vía Láctea. |
| 1 080 000 000 km/h | Velocidad de la luz. |